# Escuela preparatoria (Reino Unido)
En los países pertenecientes a la Commonwealth una escuela preparatoria (normalmente abreviado como "prep school") es una Independent School que prepara a sus estudiantes hasta la edad de once o trece años para las Secondary Independent Schools de pago. Algunas de estas escuelas reciben también el nombre de Public Schools. Mientras muchas Prep Schools preparan a sus estudiantes para entrar a diversas Senior Schools, algunas están muy asociadas a un único centro escolar, como Colet Court lo está con St Paul's School. La mayoría de las prep schools británicas son principalmente escuelas diurnas, aunque algunas son internados.
Algunas grammar schools mantenidas tienen un departamento prep de pago, por ejemplo, Sullivan Upper School en Holywood y Bangor Grammar School, Bangor, County Down, ambas en Irlanda del Norte.
El uso de este término en el Reino Unido contrasta con el mismo usado en los Estados Unidos y en Canadá, donde las prep schools son university-preparatory schools.
Por lo general los estudiantes de estas escuelas tienen entre ocho y trece años. A esta edad la mayoría hacen el "Common Entrance Examination" para entrar a una "Independent School" de Secundaria. Antes de los ocho años se emplea a menudo el término "pre-prep school", similar a una escuela primaria subvecionada en el Reino Unido. De esta manera, la mayoría de chicos educados independientemente irán a una "pre-prep school" desde los cuatro o cinco años hasta los ocho, luego desde los ocho hasta los trece a una escuela preparatoria y desde los trece a una escuela secundaria independiente.
Las escuelas privadas femeninas en Inglaterra tienden a seguir con más frecuencia el rango de edad de las escuelas subvencionadas que las masculinas. Una escuela preparatoria femenina admitirá normalmente niñas desde los cinco años y éstas continuarán en otra escuela independiente a los once años. Sin embargo, ya que ahora más niñas continúan en escuelas masculinas que se han convertido en mixtas, la separación es menos evidente.
La "Incorporated Association of Preparatory Schools" (IAPS), Asociación Corporativa de Escuelas Preparatorias en español, es la asociación de directores de escuelas preparatoria. Da servicio a las 500 principales escuelas preparatorias independientes en el Reino Unido y en todo el mundo, con un total de 130.000 alumnos. La IAPS es una de las siete asociaciones afiliadas al "Independent Schools Council" (ISC), Consejo de Escuelas Independientes en español.

## Lista de escuelas preparatorias británicas
Abajo se relacionan todas las escuelas preparatorias británicas a 1 de noviembre de 2008.
- Abbotsford Preparatory School,[1] Urmston, Manchester
- Aberdour School, Surrey
- Abingdon Preparatory School, Frilford, Oxfordshire
- Aldwickbury School, Hertfordshire
- Alleyn Court Prep School, Westcliff-on-Sea
- All Hallows Preparatory School, Shepton Mallet
- Aldenham Prep School, Elstree
- Aldro School, Shackleford, Surrey
- Alton Burn, Nairn, Inverness-shire
- Altrincham Preparatory School, Cheshire
- Amberley House School, Clifton, Bristol
- Andean House School[2]
- Ardvreck School, Crieff, Perthshire
- Ashfold School, Dorton, Buckinghamshire
- Ashdown House, East Sussex
- Aysgarth School, North Yorkshire
- Ballyclare Prep, Ballyclare, Ulster
- Barrow Hills School, Witley, Surrey
- Bancroft's School, Woodford Green
- Beaudesert Park School, Minchinhampton, Gloucestershire
- Bedford Preparatory School, Bedfordshire
- Beechenhurst School, Liverpool
- Beechwood Park Preparatory School, Markyate, Hertfordshire
- Belmont Mill Hill Preparatory School, Mill Hill, Londres
- Belmont Preparatory School,[3] Holmbury St Mary, Surrey
- Bilton Grange,[4] Rugby, Warwickshire
- Birmingham Blue Coat School, Edgbaston, Birmingham
- Brentwood Preparatory School, Brentwood, Essex
- Brockhurst and Marlston House School,[5] Hermitage, Berkshire
- Brooklands Preparatory School,[6] Stafford
- Broughton Manor Preparatory School[7]
- Burys Court School[8] Leigh, Surrey
- Carleton House Preparatory School, Liverpool
- Caldicott School[9] Bucks
- Caterham Preparatory School,[10] Caterham, Surrey
- Cheam School
- Cheltenham College Junior School[11] Cheltenham, Gloucestershire
- Chinthurst School, Tadworth, Surrey
- Christ Church Cathedral School, Oxford
- Clifton College Preparatory School, Bristol
- Clifton Lodge, Ealing, Londres
- Colet Court, London
- Copthorne School,[12] West Sussex
- Cothill House,[13] Abingdon, Oxfordshire
- Cottesmore School, Crawley, West Sussex
- Coworth-Flexlands Preparatory School & Nursery,[14] Chobham, Surrey
- Cranleigh Preparatory School, Cranleigh, Surrey
- Crowstone Preparatory School,[15] Rochford, Essex
- Crowstone Preparatory School,[16] Westcliff on-Sea, Essex
- Culford Preparatory School, Bury St. Edmunds
- Cumnor House School, South Croydon, Surrey
- Cumnor House School, Danehill, Sussex
- Cundall Manor School, North Yorkshire
- Davenies,[17] Beaconsfield, Buckinghamshire
- Downsend School, Leatherhead, Surrey
- The Downs School, Colwall, Hertfordshire
- Dover Court Preparatory School,[18] Singapur
- Dragon School, Oxford
- Duke of Kent School,[19] Ewhurst, Cranleigh, Surrey
- Dulwich College Preparatory School,[20] Londres
- Dumpton School,[21] Dorset
- Duncombe School,[22] Hertfordshire
- Durham Choristers School, Durham
- Durston House, Londres
- Durlston Court, Barton-on-Sea, Hampshire
- Eastcourt School, Ilford, Londres
- Eagle House School, Crowthorne
- Escuelas Pías, Ostrichirri, London.
- Eaton House The Manor School, Londres
- Edge Grove, Aldenham, Hertfordshire
- Edgeborough School, Farnham, Surrey
- Elm Green Preparatory School, Essex
- The Elms School, Colwall, Herefordshire
- Elstree School, Woolhampton, Berkshire
- Exeter School, Exeter, Devon
- Fairfield Preparatory School, Loughborough
- Farleigh School, Andover, Hampshire
- Feltonfleet, Cobham, Surrey|Cobham, Surrey
- Foremarke Hall|Foremarke Hall School, Repton, Derbyshire
- Forest Preparatory School, Walthamstow
- Fulham Preparatory School,[23] Londres
- Gayhurst School, Gerrards Cross, Buckinghamshire - Mr. A Sims[24]
- Haberdashers' Monmouth School for Girls|Gilbert Inglefield House, Monmouth
- Glebe House School & Nursery, Hunstanton, Norfolk
- Gracefield Preparatory School, Bristol
- Great Ballard Preparatory School, Chichester
- Girls' Day School Trust|Great Houghton Preparatory School, Northampton.
- Godstowe Preparatory School, High Wycombe.
- Grace Dieu Manor School, Leicestershire
- Monmouth School#The Grange|The Grange, Monmouth - Elaine Thomas
- Great Walstead School, Haywards Heath
- Gresham's School|Gresham's Preparatory School, Holt, Norfolk|Holt, Norfolk
- Haddon Dene School Broadstairs Kent
- Hall School (Hampstead)|The Hall School,[25] Hampstead, Londres
- Hall Grove School, Bagshot, Surrey
- Hampshire School, knightsbridge, Londres
- Girls' Day School Trust|The Hamlets School, Liverpool
- Haslemere Preparatory School, Haslemere
- Haberdashers Aske boys school Preparatory department, Elstree
- Hazelwood School, Limpsfield, Surrey
- Heath Mount School, Watton-at-Stone, Hertfordshire
- Hereward House School, Hampstead
- Highfield School,[26] Liphook, Hampshire
- Hilden Grange School, Tonbridge, Kent
- Hill House International School, Knightsbridge, Londres
- Holland House School, Edgware, Londres
- Holmewood House School, Kent
- Holmwood House School, Colchester, Essex
- Homefield School, Sutton, London|Sutton, Surrey
- Horris Hill School, Berkshire
- Hurstpierpoint College Preparatory School, Sussex
- Kensington Preparatory School, Kensington, Londres
- Kew College, Surrey
- Kimbolton Preparatory School, Kimbolton
- Kingshott, Hitchin, Hertfordshire[27]
- Kingswood House School, Epsom, Surrey
- King's House School, Richmond, London|Richmond
- The King's School, Ely Junior School,[28] Cambs
- Kings School, Plymouth,[29] Plymouth Devon
- Knighton House,[30] Dorset
- Knightsbridge School Lennox Gardens, Knightsbridge London SW1[31]
- Lancing College Preparatory School at Mowden, Hove
- Liverpool College, Liverpool
- Lockers Park Prep School,[32] Hemel Hempstead, Hertfordshire*
- Ludgrove,[33] Wokingham
- Lyndon Preparatory School,[34] Colwyn Bay
- Maidwell Hall, Northamptonshire
- Malsis School,[35] North Yorkshire
- The Manor Prep School,[36] Abingdon, Oxfordshire|Abingdon
- Marlborough House School, Hawkhurst, Kent
- Milbourne Lodge School,[37] Esher
- Millfield Preparatory School, Street, Somerset|Street, Somerset
- Milton Keynes Preparatory School[7]
- Moor Park,[38] Ludlow
- Moreton Hall Prep School, Bury St Edmunds, Suffolk[39]
- Mount House School, Tavistock, Devon
- Mowden Hall School,[40] Northumberland
- The New Beacon Preparatory School,[41] Sevenoaks, Kent
- New College School, Oxford
- Newland House Preparatory School
- Newton Preparatory School Battersea, Londres
- Norman Court Preparatory School, Salisbury, Wiltshire
- Northcote Lodge, Wandsworth, Londres
- Norwich School, Norwich, Norfolk
- Notre Dame School (Surrey)|Notre Dame Preparatory School
- Oakfield Sch. West Dulwich
- Old Buckenham Hall (OBH)[42]
- Orley Farm School, Harrow, London|Harrow, Middlesex
- Orwell Park School, Nacton, Suffolk[43]
- The Old Malthouse, Langton Matravers, Dorset[44]
- Packwood Haugh School,[45] Shrewsbury
- Papplewick School, Ascot, Berkshire|Ascot
- Pennthorpe School, Rudgwick
- The Perse School|The Perse Preparatory School,[46] Cambridge
- The Portsmouth Grammar Junior School,[47] Portsmouth, Hampshire
- Pilgrims School|The Pilgrims School,[48] Winchester, Hampshire
- The Plymouth College Junior School, Plymouth
- Port Regis,[49] Dorset
- Pownall Hall School, Wilmslow, Cheshire
- Prebendal School, Chichester
- Prestfelde School, Shrewsbury
- The Priory School, Banstead, Banstead, Surrey
- Quainton Hall School, Harrow, Londres|Harrow, Middlesex
- Ranby House School, Ranby
- Ripley Court Preparatory School,[50] Surrey
- Rossall|Rossall Junior School
- Royal Masonic School, Rickmansworth
- Royal Russell Preparatory School,[51] Croydon, Surrey
- Rudston Preparatory School, Rotherham
- Runnymede St Edward's School, Liverpool
- Rydes Hill Preparatory School, Guildford[52]
- The Royal School, Armagh,[53] Armagh
- The Ryleys School, Alderley Edge, Cheshire
- S. Anselm's Preparatory School, Bakewell
- Salisbury Cathedral School, Salisbury - Paul Greenfield
- Shernold School, Maidstone, Kent.
- Shrewsbury House School, Long Ditton, Surrey
- St Bede's College, Manchester|St Bede's Preparatory School, Manchester
- St Catherine's Preparatory School, Bramley
- St Cedds School,[54] Chelmsford
- St Christophers School,[55] Hove
- St Edmunds School, Canterbury
- St Edmunds School, Hindhead
- St Faith's School, Cambridge
- St George's School, Windsor Castle - Roger Jones
- St Ives School,[56] Haslemere
- St John's Beaumont Preparatory School[57] Windsor, Berkshire|Windsor
- St John's College School, Cambridge[58]
- St Joseph's In The Park, Hertford
- St Joseph's Preparatory School,[59] Stoke-on-Trent
- Stoke Brunswick School, Ashurst Wood, Sussex
- St Martin's Ampleforth,[60] North Yorkshire (antigua Ampleforth College Junior School y Gilling Castle)
- St Martin's Preparatory School,[61] Grimsby, North East Lincolnshire
- Stonyhurst Saint Mary's Hall (formerly St Mary's Hall, Stonyhurst; Hodder Place'')
- St Piran's|St Piran's School, Maidenhead
- St. Ronan's School, Hawkhurst, Kent.
- The Schools at Somerhill, Tonbridge
- Sevenoaks Prep School:[62] Sevenoaks, Kent.
- Springmead Preparatory School,[63] Beckington, Bath, Somerset|Bath
- Staines Preparatory School,Staines
- Streatham and Clapham High Prep Department[64]
- Summer Fields School, Oxford[65]
- Sunningdale School[66]
- Sussex House School, Londres
- Sutton Valence Preparatory School, Kent[67]
- The Mall School, Twickenham, Londres[68]
- Thorpe House School, Buckinghamshire[69]
- Town Close House Preparatory School, Norwich
- Vinehall School Robertsbridge
- Warminster Preparatory School, Warminster, Wiltshire
- Wellesley House School, Broadstairs,Kent
- Wellingborough Preparatory School,[70] Wellingborough, Northants.
- Westbourne House School, Chichester, Sussex
- Westbrook Hay School, Hemel Hempstead, Herts
- West Hill Park School, Titchfield, Hants
- Westminster Abbey Choir School, Londres - Jonathan Milton
- Westminster Under School, Londres
- Winchester House School, Brackley, Northants
- Windlesham House School, Washington, West Sussex[71]
- Winterfold House School, Kidderminster, Worcestershire
- Witham Hall School, Lincolnshire
- Wilmslow preparatory school, Wilmslow, Cheshire
- Woodford Green Preparatory School, Woodford Green, Londres
- Woodleigh School, North Yorkshire|Woodleigh School, Langton, Malton, North Yorkshire[72]
- Worksop College, Worksop
- Yardley Court, Tonbridge

## Antiguas escuelas de preparatoria en el Reino Unido
- Ascham St Vincent's School
- Bridgeway School femenino, Londres
- Bishop's Court School masculino
- Emscote Lawn Preparatory School (Warwick)
- Hawtreys
- Nevill Holt
- Ravenscroft School (Somerset)
- St Cyprian's School
- Temple Grove School
- West Downs School